# Tampaja
Tampaja är en sjö i kommunen Kyrkslätt i landskapet Nyland i Finland. Sjön ligger 48,2 meter över havet. Den är 14,54 meter djup. Arean är 1,04 kvadratkilometer och strandlinjen är 5,87 kilometer lång. Sjön  ingår i Finska vikens kustområde.   Den ligger omkring 29 km väster om Helsingfors. 
Sydöst om Tampaja ligger Hiirlampi. 